# Kleines Theater Unter den Linden

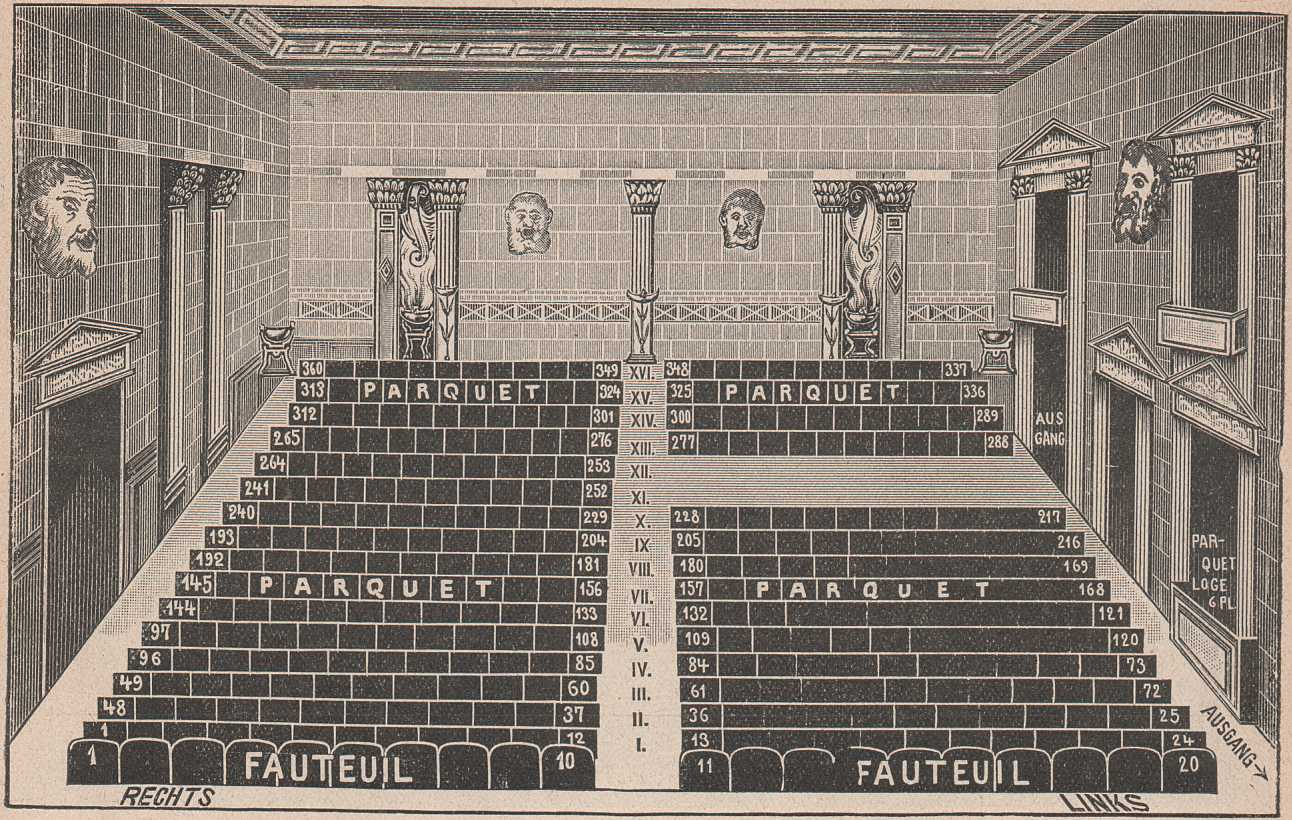
Innenraum, 1912

Das Kleine Theater (seit 1940 Theater Unter den Linden) war ein Theater am Boulevard Unter den Linden im Berliner Ortsteil Mitte. Es wurde von Max Reinhardt und weiteren Schauspielern 1902 gegründet und bestand mit einer Unterbrechung bis 1944.

## Lage

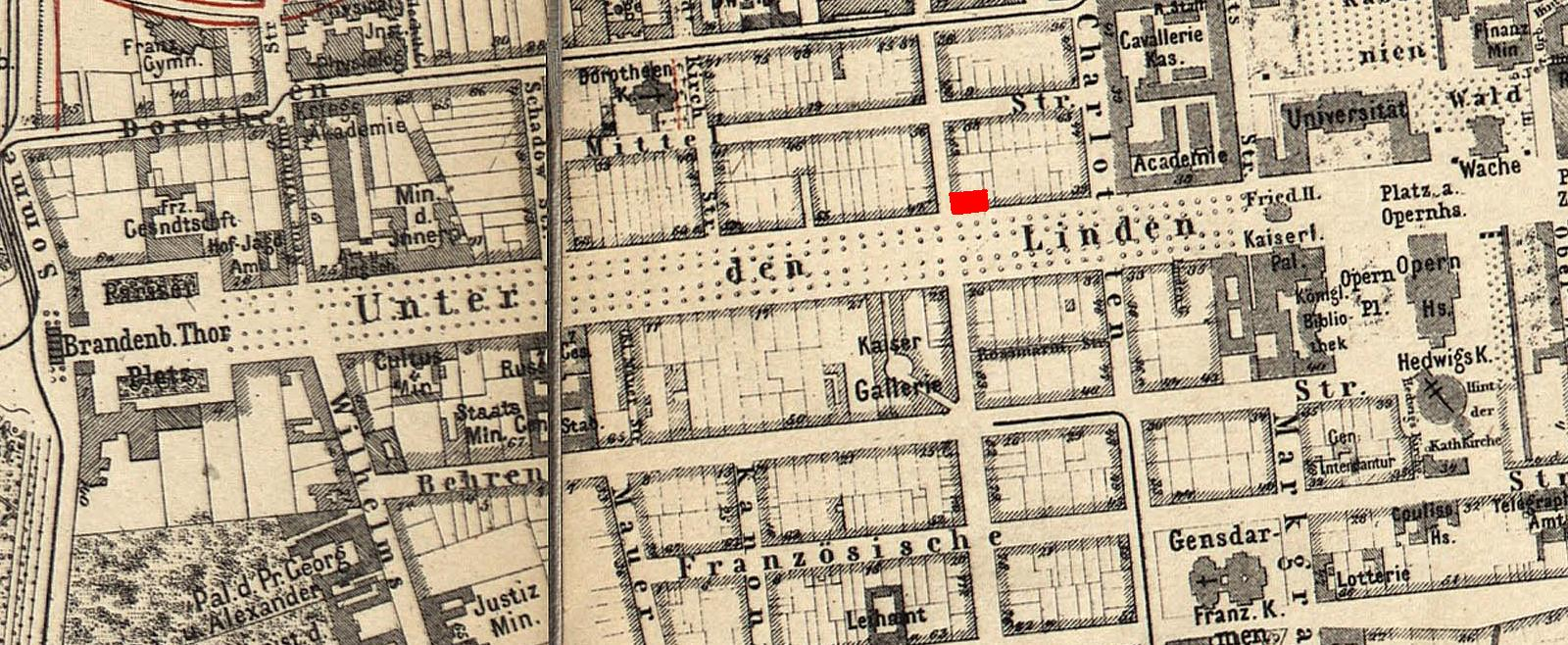
Unter den Linden, Kleines Theater, zweites Haus rechts neben rotem Rechteck

Der Theatersaal befand sich im ehemaligen Hotel Imperial in der Straße Unter den Linden 44 (seit 1938 Nr. 18), auf der nördlichen Seite zwischen Friedrich- und Charlottenstraße nahe der  Staatsbibliothek.
Die Bühne hatte eine Breite von 16,80 Metern, eine Tiefe von 6,40 Metern und eine Höhe von 11 Metern. Der Zuschauerraum hatte 366 Sitzplätze.

## Geschichte

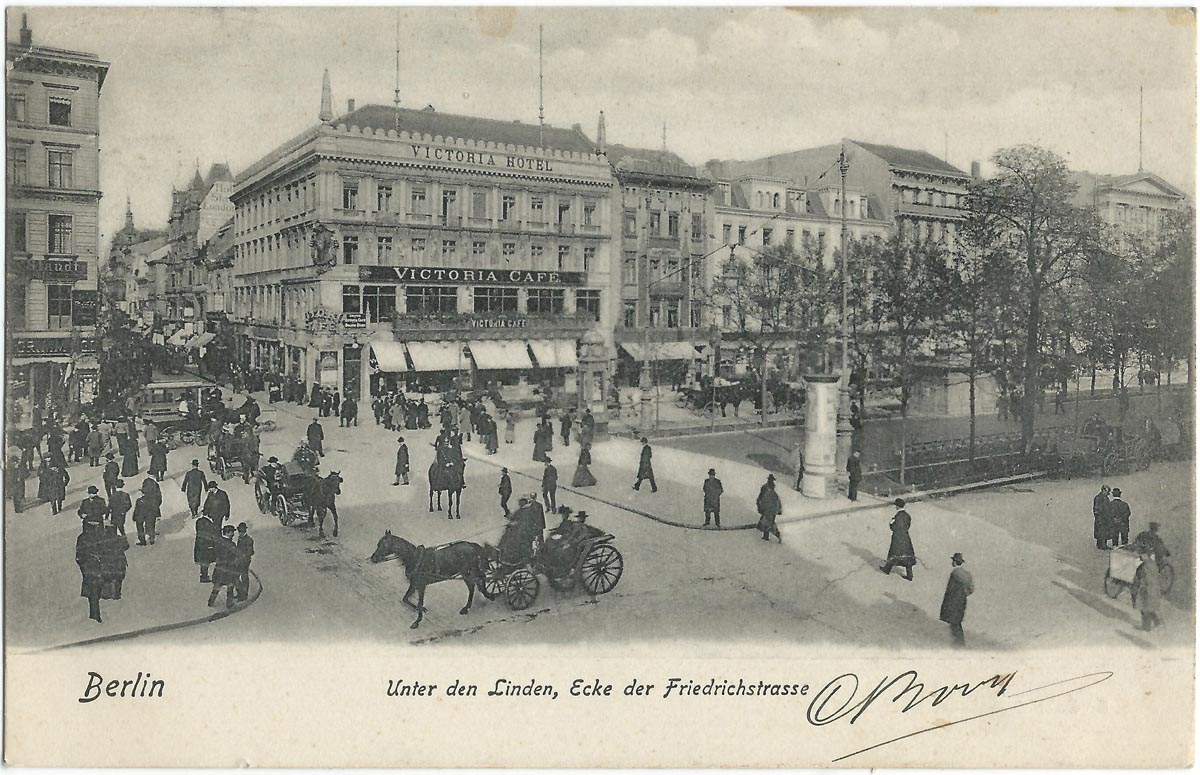
Unter den Linden / Ecke Friedrichstraße, drittes Haus rechts

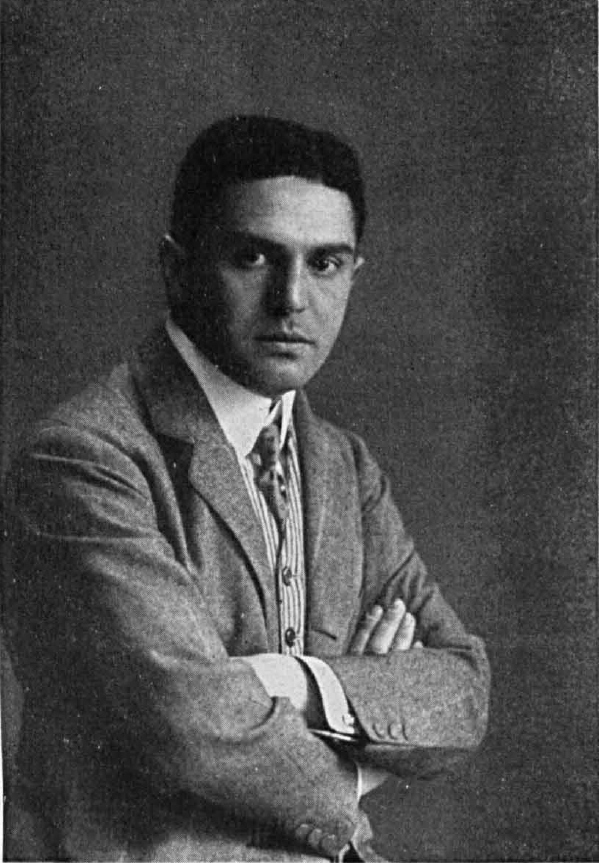
Victor Barnowsky, Direktor 1905–1913

Anfang 1902 hatte Max Reinhardt mit seinen Schauspielerkollegen den Spielort Unter den Linden für ihr Kabarett Schall und Rauch gemietet. Schon zu dieser Zeit gab es eine aufwändige Bühnengestaltung mit vielgestaltigen Kulissen, einem Zeltdach und Raucheffekten.
Ab dem Herbst 1902 kamen auch Dramen moderner Autoren wie August Strindberg, Oscar Wilde und Frank Wedekind in das Programm. Den größten  Erfolg feierte das Drama Nachtasyl von Maxim Gorki, das im Januar 1903 uraufgeführt wurde und in den folgenden Jahren über 500 Aufführungen hatte. Alfred Kerr schrieb nach der Premiere begeistert:

„Dieses Haus, geleitet von Max Reinhardt, ist heute für die Förderung dramatischer Dinge der edelste Ort – inmitten so vieler Geschäftsbetriebe.“

1905 gab Max Reinhardt die Direktion an seinen Schauspielerkollegen Victor Barnowsky ab. Dieser leitete das Theater bis 1913. (Offizieller Betreiber blieb die Theatergesellschaft GmbH, die möglicherweise weiter zum Reinhardtschen Theaterimperium gehörte.) Im folgenden Jahr 1914 inszenierte Max Reinhardt noch einmal ein Stück im Kleinen Theater.
1934 wurde der Theaterbetrieb im Kleinen Theater nach den politischen Veränderungen eingestellt.
Seitdem wurde es als Kino von der Filmproduktionsgesellschaft ABC-Film genutzt.
1938 wurde wieder ein Kleines Theater eingerichtet, über dessen Betreiber aber keine Informationen ermittelt werden konnten. Seit 1940 trug dieses den Namen Theater Unter den Linden. Spätestens 1944 wurde der Spielbetrieb eingestellt.
Danach gab es dort keinen Theaterbetrieb mehr.

## Aufführungen
Zur Zeit des Direktors Max Reinhardt wurden aufgeführt
1902
- Schall und Rauch, Kabarett, bis November 1903
- Serenissimus, Theaterpersiflage
- Rausch von August Strindberg, Regie Waldemar Runge
- Erdgeist von Frank Wedekind, Regie Max Reinhardt
- Salome von Oscar Wilde, Regie Max Reinhardt
- Bunbury von Oscar Wilde, Regie Max Reinhardt

1903
- Nachtasyl von Maxim Gorki, deutsche Uraufführung am 23. Januar 1903, Regie von Richard Vallentin, mit Gertrud Eysoldt als Nastja; 500. Vorstellung am 5. Mai 1905
- Fräulein Julie von August Strindberg, Regie Max Reinhardt
- Elektra von Hugo von Hofmannsthal, Regie Max Reinhardt
- Die Raben von Henry Becque, Regie Hans Oberländer
- Unter sich von Hermann Bahr, 1903/04, Regie Richard Vallentin

1904
- Das Haus Delorme von Arthur Schnitzler, Regie Max Reinhardt
- Der tapfere Cassian und der Der grüne Kakadu von Arthur Schnitzler, Regie Richard Vallentin
- Rosmersholm von Henrik Ibsen, Regie Richard Vallentin
- Die Neuvermählten von Bjørnstjerne Bjørnson, Regie Felix Hollaender
- Mutter Landstraße von Wilhelm Schmidtbonn, Regie Friedrich Kayßler
- Die Doppelgängerkomödie von Adolf Paul, Regie Max Reinhardt
- Märtyrer von Georg Reicke, Regie Hans Oberländer
- Des Pastors Rieke, von Erich Schlaikjer, Regie Hans Oberländer
- Die stillen Stuben von Sven Lange, Regie Max Martersteig

1905
- Sanna von Hermann Bahr, Regie Max Reinhardt

1905–1913

In der Zeit von Victor Barnowsky wurden aufgeführt:
- Der zerbrochne Krug von Heinrich von Kleist, 1905, erste Inszenierung unter Direktor Victor Barnowsky
- Kinder der Sonne von Maxim Gorki
- Feinde von Maxim Gorki
- Professor Bernhardi von Arthur Schnitzler
- Michael Kramer von Gerhart Hauptmann, mit Albert Steinrück in der Titelrolle
- Und das Licht scheint in der Finsternis von Lew Tolstoi, mit Friedrich Kayßler
- Stücke von Frank Wedekind, George Bernard Shaw und weiteren Autoren

1914
- 1914 von Wilhelm Schmidtbonn, inszeniert von Max Reinhardt